# 4-й Лінійний провулок (Мелітополь)
4-й Ліні́йний прову́лок — провулок у місті Мелітополь, що йде від Лінійної до Скіфської вулиці.
Повністю складається з приватного сектора. Покриття ґрунтове.

## Назва
Провулок названий Лінійним через те, що виходить до залізничної лінії (ділянка Придніпровської залізниці).
Поряд з 4-м провулком Бадигіна і 4-м Ногайським провулком, 4-й Лінійний провулок має найбільший порядковий номер серед вулиць Мелітополя.
На деяких картах можлива неправильна нумерація провулка. Нумерацію Лінійних провулків слід починати з 2-го, а не з 1-го, якого на даний момент не існує.
В різних частинах Мелітополя вздовж залізниці розташовані вулиці зі схожими назвами Лінійна, Західно-Лінійна, Південно-Лінійна, Північно-Лінійна, провулки 2-й Лінійний, 3-й Лінійний, 1-й Північно-Лінійний, 2-й Північно-Лінійний.

## Історія
Вперше згадується 17 січня 1939 у зведених відомостях домоволодінь Мелітополя.

## Об'єкти
- На розі Лінійної вулиці і 4-го Лінійного провулка знаходиться молитовний будинок церкви євангельських християн-баптистів (вул. Лінійна, 176).